# XY-Stereosystem

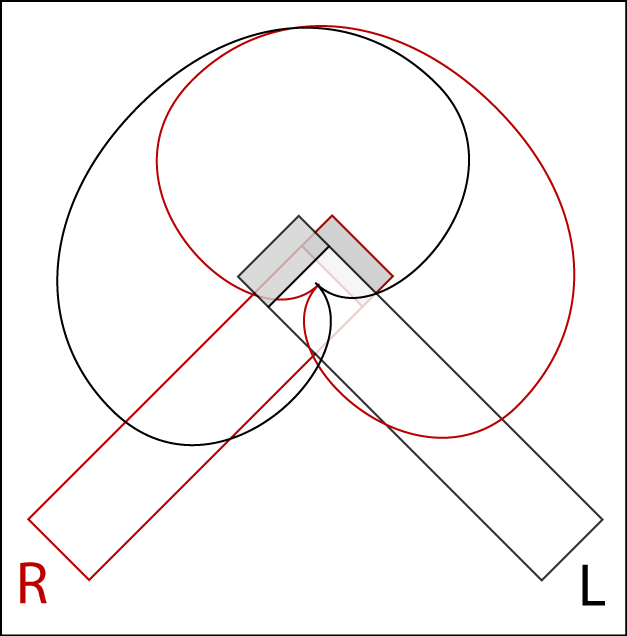
XY-Stereomikrofonierung mit 90° Achsenwinkel

Die XY-Stereofonie ist ein Stereo-Mikrofonierungsverfahren für die Lautsprecherstereofonie. Es arbeitet nur mit Pegeldifferenzen zwischen den Kanälen Links und Rechts und gehört daher zur Pegeldifferenz- oder Intensitätsstereofonie.

## Beschreibung
Bei der XY-Stereofonie werden zwei gerichtete Einzelmikrofone in möglichst geringem Membranabstand vertikal übereinander angeordnet. Die Pegeldifferenzen ergeben sich durch die Richtwirkung der nach außen gedrehten Mikrofone.
Somit gibt es nur Interchannel-Pegeldifferenz und keine Interchannel-Laufzeitdifferenz; ∆ t = 0 ms.
Bei den beiden dazu verwendeten Richtmikrofonen werden als Richtcharakteristiken verwendet: Breite Nieren, Nieren, Super- oder Hypernieren. Auch diffusfeldentzerrte Druckmikrofone mit Kugelcharakteristik eignen sich; Druckstaueffekt und Schallschatten führen bei hohen Frequenzen zur Richtwirkung auch bei der Kugel.
Bedingt durch den vernachlässigbaren Mikrofonabstand und die Richtcharakteristiken entstehen beim Auswinkeln der XY-Mikrofone je nach der Richtung des Schalleinfallswinkels Pegeldifferenzen zwischen den Signalen der beiden Mikrofone. Damit wird der Aufnahmebereich des Stereo-Mikrofonsystems bestimmt. Die Mikrofone wirken somit wie akustische Panpots. Früher wurde diese Aufnahmeart wegen der Kompatibilität zu Mono besonders beim Rundfunk vorzugsweise angewendet. Sie führt auch zur Tonaufnahme mit der größten Lokalisationsschärfe; siehe Weblinks.
Es gibt demnach reine Intensitätsstereofonie. Eine Pegeldifferenz zwischen ∆ L = 16 und 20 dB führt zu einer Hörereignisrichtung von 100 %, also voll aus der Richtung eines Lautsprechers. Mittlerer Rechenwert ∆ L = 18 dB.
Die erzeugten Pegelunterschiede ∆ L zwischen den Lautsprechersignalen sind nicht mit den sich an den Ohren des Zuhörers als Ohrsignale ergebenden frequenzabhängigen Pegelunterschieden ILD (Interaural Level Difference) zu verwechseln.
Zur Theorie der Intensitätsstereofonie, insbesondere der Erzeugung der Lautsprechersignale und auch zum Aufnahmebereich dieses XY-Hauptmikrofonsystems siehe unten den Weblink: „Theoriegrundlagen der 'Intensitäts'-Stereofonie“.
Zur Intensitätsstereofonie gehört auch die Polymikrofonierung, die mit völlig getrennten Monomikrofonsignalen arbeitet und deren Phantomschallquellen über Panpots in die gewünschte Hörereignisrichtung auf der Lautsprecherbasis gestellt werden. Das ist die übliche Aufnahmetechnik in der Unterhaltungsmusik. Dieses einfache Zusammenfügen von Monoschallquellen zu einem Stereopanorama hat auch den Namen Knüppelstereofonie.
Mit der XY-Aufnahmetechnik mathematisch gleichzusetzen ist die MS-Aufnahmetechnik (MS = Mitte-Seite), bei der das S-Signal (Richtungssignal) von einem seitwärts gerichteten Mikrofon mit Achtercharakteristik erzeugt wird. Nach vorne auf die Schallquelle kann ein Mikrofon (Mittensignal) mit beliebiger Richtcharakteristik gerichtet werden. Zwischen den Mikrofonen soll der kleinstmögliche Abstand sein – der im Idealfall Null ist.
Eine Tonaufnahme mit einem Hauptmikrofonsystem wird häufig noch durch Stützmikrofone ergänzt.
Das wichtigste Bearbeitungsmittel für Monosignale bei der Intensitätsstereofonie ist das Panpot (der Panoramasteller), welches das Platzieren jeder Hörereignisrichtung für Phantomschallquellen auf der Stereo-Lautsprecherbasis ermöglicht. Der Intensitätsstereofonie wird die beste Lokalisationsschärfe nachgesagt.
Zur Feststellung der Phasenlage oder der Verpolung zwischen den Stereosignalen L und R wird bei der Intensitätsstereofonie ein Phasenindikator, genannt Korrelationsgradmesser oder ein Goniometer verwendet.
Zur Intensitätsstereofonie gehört auch die MS-Stereofonie.

## Aufnahmebereich versus Klangkörperbereich bei  X/Y-Hauptmikrofonierungen
Der Klangkörperbereich ist der Winkel, unter dem der Klangkörper mit seiner Breitenausdehnung von einem bestimmten Punkt aus (vor dem Klangkörper) „gesehen“ werden kann.
Grundsätzlich gilt (auch für andere Mikrofonierungen), dass der Aufnahmebereich des Hauptmikrofons dem Bereich des Klangkörpers entsprechen soll (nicht mehr und nicht weniger), wenn der Klangkörper auf der Basis der Wiedergabelautsprecher vollständig abgebildet werden soll.
Oft werden die Mikrofone für X/Y in einem Winkel von 90° (was so auch in fester Anordnung von der Industrie angeboten wird) in großem Abstand vor dem Klangkörper angeordnet. Die Folge ist eine „enge“, auf die Mitte konzentrierte Wiedergabe mit mangelhaft getrennten Phantomschallquellen, da der tatsächliche Aufnahmebereich eines X/Y-Systems mit 90° Achsenwinkel rechnerisch 196° beträgt und das System daher für eine Ausnutzung der gesamten Stereobasis sogar im Klangkörper stehen müsste.
Abhängig vom Achsenwinkel ergeben sich für die X/Y-Anordnung zweier Nieren folgende Aufnahmebereiche und daraus empfohlene Abstände zum Klangkörper:
| Achsenwinkel | Aufnahmebereich | empfohlener Abstand (praxisnah gerundet) |
| ------------ | --------------- | ---------------------------------------- |
| 120°         | 160°            | 1⁄10 der Klangkörperausdehnung           |
| 130°         | 148°            | 1⁄6 der Klangkörperausdehnung            |
| 150°         | 128°            | 1⁄4 der Klangkörperausdehnung            |
| 180°         | 102°            | 1⁄2 der Klangkörperausdehnung            |

Somit ist ein Achsenwinkel von mindestens 120° vorzuziehen, um das Hauptmikrofon noch vor dem Klangkörper positionieren zu können.